# Catops
Catops (лат.) — род жуков подсемейства Cholevinae из семейства Лейодиды.

## Распространение
Встречаются, главным образом, в Голарктике.

## Описание
Мелкие жуки (длина от 2 до 10 мм) коричневого цвета. Форма тела овальная, с округлыми вершинами надкрылий. Тело выпуклое, пронотум сравнительно крупный, но обычно уже, чем основания надкрылий. Надкрылья иногда с остаточными следами продольных параллельных линий. 8-й членик усиков обычно шире своей длины. У самца четыре первых протарсомера и первый мезотарсомер расширены; кроме того, передние голени (протибии) часто являются сексуально диморфными. Эдеагус: срединная доля обычно симметричная, удлиненная, в форме копья, на конце закругленная, усеченная, острая или двусторонняя. Парамеры обычно тонкие, похожие на щетинки.

## Систематика
Около 130 видов. Род был выделен в 1798 году шведским энтомологом Густавом Пайкулем. Включён в состав номинативной трибы Cholevini (подсемейство Cholevinae, подтриба Catopina). Древнейшие ископаемые формы представлены в эоценовых балтийских янтарях Польши и России.
- Catops alpinus Gyllenhal, 1827
- Catops alsiosus (Horn, 1885)
- Catops americanus Hatch, 1928
- Catops antoniomachadoi Palm, 1975 — эндемик острова Тенерифе (Канарские острова)
- Catops apterus Peck and Cook, 2002
- Catops basilaris Say, 1823
- Catops davidsoni Salgado, 1999
- Catops egenus (Horn, 1880)
- Catops fuscus  (Panzer 1794)
  - C. fuscus fuscoides Reitter, 1909 — Афганистан
  - C. fuscus repentinus Szymczakowski, 1962 — Япония
- Catops geomysi Peck & Skelley, 2001
- Catops gratiosus (Blanchard, 1915)
- Catops hisamatsui Hayashi, 1985 — Япония[5][6]
- Catops hlisnikovskyi Ružicka & Perreau, 2011 — Китай[2]
- Catops kirbii (Spence, 1813)
- Catops loebli  Perreau, 1988 — Непал
- Catops luridipennis Mannerheim, 1853
- Catops luteipes Thomson, 1884
- Catops mathersi Hatch, 1957
- † Catops nathani Perkovsky 2001 (балтийский янтарь, Польша)[7]
- Catops neomeridionalis Peck and Cook, 2004
- Catops newtoni Peck, 1977
- Catops nigricans  (Spence 1813)
- Catops nigriclavis  Gerhardt, 1900 — Иран, Туркмения
- Catops paramericanus Peck & Cook, 2002
- † Catops perkovskyi Perreau 2012 (балтийский янтарь, Россия)[8]
- Catops pruinosus  Schweiger, 1956 — Индонезия, Китай
- Catops sasajii  Nishikawa 2007
- Catops schuelkei Ružicka & Perreau, 2011 — Китай[2]
- Catops simplex Say, 1825
- Catops smetanai Ružicka & Perreau, 2011 — Китай[2]
- Catops thurepalmi Szymczakowski, 1975 — эндемик острова Гран-Канария (Канарские острова)
- Catops velhocabrali Blas & Borges, 1999 — эндемик острова Санта-Мария (Азорские острова)[9]
- Другие виды